# サンクチュアリ (漫画)
『サンクチュアリ』は、史村翔原作、池上遼一作画の漫画。ビッグコミックスペリオール（小学館）において連載された。単行本全12巻。
1995年に藤由紀夫監督、永澤俊矢、阿部寛、中村あずさ他の出演で映画化された。また、OVA化もされている。累計発行部数は700万部に達する。

## ストーリー
カンボジアでの戦乱から、日本へ帰国した北条彰と浅見千秋の二人が、日本の腐敗した政治体制を、表(光)の世界と裏(影)の世界から、ともに変革する。二人が表と裏の役割を決めたのはジャンケンだった。

## 登場人物

### 主人公
北条 彰（ほうじょう あきら）
暴力団『北彰会』初代組長。カンボジアで少年時代を過ごすが、政変で家族を失い、浅見と共にキリング・フィールドを脱走してきた過去を持つ。高校ではトップの成績だったにも関わらず、極道の世界に身を投じるべく2年で中退し、暴力団『渡海興業』の門を叩く。応対した渡海は門前払いする目的で、「ヤクザになりたかったら手をドスで刺し貫いてみせろ」と度胸試しを仕掛けたが、北条はためらうことなく手にドスを突き立て、渡海の度肝を抜き、加入を認められた。後に相楽連合(さがら れんごう)初代総長である相楽を再起不能にし、自身が二代目総長となる。相楽連合の日本制覇を達成し、裏の世界の再構築、表面化を目指す。極道に学力を付けさせ、ビジネスの世界で成功させることを試みる。地球的規模で、戦争や紛争ではなく、平和を基盤とした経済行動を起こすべきとの信念から、極道を華僑ならぬ「和僑」の先兵として世界で活躍させることを考えている。
浅見 千秋（あさみ ちあき）
民自党代議士・佐倉の秘書。北条と共にカンボジアから脱走した過去を持つ。高校卒業後、東京大学法学部に進学。大学卒業後に代議士秘書を経て、北条のバックアップを得ながら、国会議員に選出される。仙石・吉川・狩谷らと後に新党『新日本』を設立。首相公選制を中心とする憲法改正を主張し、政権奪取に奔走する。国民投票による国民の直接的な政治参加を促し、政治への関心を高め、責任を感じさせることが、その目的。

### 暴力団関係者
渡海（とかい）
暴力団『渡海興業』組長で、前科32犯、女好きで武闘派の極道。悠子という妻を抗争の報復で殺害された過去をもつ。
渡海興業の門を叩いた北条を組に入れた。兄貴分の自分を追い抜き出世する北条を憎悪していたが、ヤクザの性分を失っていなかった北条に惚れ直し、相楽連合二代目総長となった北条の後見役を買って出る。相楽連合の日本制覇のために南からの勢力拡大を依頼され、香港へ向かう。
田代 怜二（たしろ れいじ）
北条の側近。一人息子・光一の命を北条に救われたことをきっかけに、ヤクザの世界に入る。相楽連合二代目総長となった北条の跡を継ぎ、北彰会二代目組長となる。
村田（むらた）
暴力団『相楽連合』幹部。前総長の死後、北条の側近となる。経験を生かした冷静な判断力をもつ。
中城 規介（なかぐすく きすけ）
沖縄極道のトップ。沖縄の旗を本土に立てるために、渡海・黄の説得に応じて手を組む。
宮村 政信（みやむら まさのぶ）
関東三大勢力の一つ、『武山連合』の『宮村組』組長。武山連合の中でも冷静に物事を見られる頭脳派。若い頃に渡海と北条の世話になったことがある。『徳田組』組長・徳田貞幸を殺害し、武山連合と相楽連合の同盟を成立させる。
大西 英二（おおにし えいじ）
神戸山王会に反抗し、自分の組を潰された。渡海とは刑務所仲間で、九州一の勢力『小倉岩田組』(組長・岩田浩徳)を動かすために協力する。
緒方 栄蔵（おがた えいぞう）
神戸山王会三代目総長。北条と対峙するが、彼との直接の話し合いの場で自身の衰えを悟り、山王の代紋を守るために自ら身を引き後を伊吹に託す。余談だが山王会は後の作品『HEAT -灼熱-』にも登場する。
伊吹 英明（いぶき ひであき）
神戸山王会のナンバー2。緒方の指名を受けて山王会四代目に就任。やがて北条と協調し、共に極道の世界の改革に取り組む。
市島 陽介（いちじま ようすけ）
裏の世界を仕切る黒幕。相楽連合を継いだ北条を気に入り、さまざまな助言を行う。　
瀬川（せがわ）
暴力団『瀬川一家』組長。渡海の教え子。北海道暴力団抗争の中心人物ウラジミール・ソロコフに踊らされて北海道で暴れ、浅見と北条の選挙活動の足を引っ張る。
相楽（さがら）
関東三代組織の暴力団『相楽連合』初代総長。北条や渡海にとっての親分にあたる。北条の力をつけるにあたり段々と北条に対し警戒心を持ち始める。田代と渡海をけしかけ、北条を渡海の両方を消そうとするが企てに気付いた北条に撃たれる。
黄 志陽（こう しよう）
香港黒社会の一つでナンバー2を務める。6年後の香港返還に危機を感じ、日本進出を狙い渡海と手を組む。

### 警察関係者
石原 杏子（いしはら きょうこ）
警視庁・六本木署配属の副署長。27歳(生年月日：1963年4月1日)。東京大学卒業後、国家公務員上級職合格し、現在に至る。ヤクザであるにも関わらず、前科のない北条のシッポを掴むために調査を始めるが、接触するにつれ好意を抱くようになる。
尾崎（おざき）
六本木署刑事で、石原の部下。サングラスと無精髭の強面。ヤクザ情報に詳しく、渡海とは関係上付き合いが長い。北条を引っ張るために渡海の尻を掻くが、渡海が改心した後はいろいろと世話を焼く。
熊谷（くまがい）
警視庁捜査四課課長。抗争に乗じ日本の極道組織をまとめて潰すことを画策する。
平山 隆（ひらやま たかし）
兵庫県警捜査四課課長。体格はかなり小柄。キャリア組の中でも飛び抜けて優秀だったが、大蔵や通産を選ばずに警察庁に入庁し、変わり者という評判が立っている。肝が据わっており、熊谷と共に暴力団撲滅の為に動く。
石垣 和義（いしがき かずよし）
東京地検特捜部長。フューチャーランド北海道リゾート開発計画に隠された伊佐岡に対する闇献金疑惑の捜査をしていたが、逮捕直前のところで伊佐岡の政治手腕で切り抜けられてしまう。後に北条が選挙に立候補した際、自ら東京地検特捜部を辞職し、北条の選挙事務所のブレーンとして働く。

### 政界
仙石慎一郎（せんごく しんいちろう）
北海道選出の新人国会議員。父親・仙石辰巳は民自党伊佐岡派の議員だったが、伊佐岡の策略で自殺に追いやられた。後援会に担ぎ出され浅見と同時に選挙で当選する。破天荒な言動を行い、一旦国会に立った以上ただでは終わらないと気炎を吐く。登院初日に浅見と拳で語り合い、吉川と共に一年生議員三人で政治改革に取り組む。
吉川 秀丸（よしかわ ひでまる）
高知選出の新人国会議員。浅見、仙石と同時当選し、行動を共にする。
狩谷 久雄（かりや ひさお）
民自党代議士。“団塊の世代”によって結集された超党派のグループ『70年会』では最も早く当選を果たし、中心人物として活躍するが、民自党内ではベテラン議員に頭を抑えられてきた。当初は浅見に対立的な立場を取るが、ビセットの一件で己の政治家としての問題や「すべきこと」を知り、浅見と共に政治改革に取り組む。
五木（いつき）
社民党の新人代議士。当初は改憲論者である浅見を警戒し、反発していたが、後に浅見の提案する首相公選制に共鳴。行動を共にするようになる。
佐倉 秀一（さくら しゅういち）
民自党代議士。68歳。東京地方区から連続7期当選の大物政治家。暴力団『相楽連合』と援助関係にある。病院にて療養中の千代という妻と、由香という娘がいる。次期大臣の椅子を狙っていたが、浅見と北条の画策の下に失脚する。
原口 賢二（はらぐち けんじ）
民自党伊佐岡派の国会議員。通称ハラケン。常にその時の最大勢力を誇る派閥に属する野心家で、「寝業師」「カメレオン」と称される。仙石の父親が自殺する原因ともなった「フューチャーランド北海道」というリゾート開発に関係していた。
望月（もちつき）
民主自由党総裁で総理大臣。伊佐岡幹事長の妾と陰で言われるように伊佐岡の顔色を伺って生きている。ロシアのロビイスト。
伊佐岡紀元（いさおか のりもと）
民自党幹事長。強大な権力を持ち、日本の政治を操る。国民の政治への無関心を利用し、今の地位を築き上げた。浅見率いる若い政治家たちを敵視し、自分の権力を守るために様々な策を巡らす。年の割に絶倫で、話が進むたびに身長の低さが強調されるようになる。市島とは旧知の仲であり、かつては共に新しい日本をつくっていこうと誓い合っていた。モデルは元自民党副総裁の金丸信
ビセット
アメリカ大統領補佐官。32歳。対日強硬派。自動車を巡る日米貿易不均衡を是正する為、日本市場におけるアメリカ車の販売拡大の交渉役として来日。しかし折衝役を名乗り出た浅見の力説を受け、帰国する。
クリント
アメリカ大統領。ビセットを動かし、日本との外交に臨む。「アメリカと日本は"Yes""No"を対等にいえる関係に変革しなければならない」という理念を持つ。
ウラジミール・ソロコフ　
瀬川の背後から操るロシアン・マフィアのボス。マフィアのボスでありながら極東シベリア開発担当の元ソビエト連邦政府高級官僚出身という経歴も有する。

### その他
青木（あおき）
ベンチャー企業・ブルーワールド会長。北都銀行と相楽連合を繋ぐ融資窓口として、北条と協力する。

## アニメ

### OVA
1995年OVA制作・発売。（発売日:1996年5月1日）
ストーリーは原作第二巻（vol.6 二代目）までを描いている。
声の出演
- 北条彰：速水奨
- 浅見千秋：中田和宏
- 渡海：土師孝也
- 相楽：笹岡繁蔵
- 伊佐岡紀元：渡部猛
- 佐倉秀一：岡部政明
- 尾崎：石塚運昇
- 石原杏子：鶴ひろみ
- 村田：佐藤正治
- 田代怜二：関智一
- 北条の恋人：勝生真沙子

スタッフ
- 原作：史村翔・池上遼一
- プロデューサー：藤原正道、伊藤梅男、猪俣光一郎
- 監督：渡部高志
- 脚本：寺田憲史
- 絵コンテ：渡部高志、冨永垣雄
- 演出：鈴木卓夫
- キャラクターデザイン・作画監督：窪秀巳
- 美術監督：加藤浩
- 撮影監督：鳥越一志
- 音響監督：三間雅文
- 制作：PASTEL
- 製作：東宝株式会社、株式会社バップ、株式会社小学館、株式会社オービー企画

サウンドトラック
サンクチュアリ O.S.T（発売日 1996年3月25日、TDK）

### まんがDVD
2003年10月3日発売（販売元: ソニー・ピクチャーズ エンタテインメント） 
ストーリーは原作四巻（vol.2 戦いの序章）までを描いている。 
声の出演
- 北条彰：平田広明
- 浅見千秋：井上和彦
- 渡海：大塚明夫
- 田代怜二：関俊彦
- 石原杏子：深見梨加
- 尾崎：園部啓一
- 伊佐岡紀元：仲木隆司
- 相楽：渡部猛
- 佐倉秀一：糸博
- 村田：藤城裕土
- 悠子：兵藤まこ
- 青木：堀本等
- 婦警：菊池いずみ
- ナイトクラブの女：小野寺啓子
- 武井：平野俊隆
- 亀山：樫井笙人
- 若手議員：桜井孝宏
- 組員：下山吉光
- 田代の妻：大東亜紀
- 由香：的井香織

スタッフ
- 監督：鈴木幸雄 (映画監督)
- 原作：史村翔、池上遼一
- 音楽：山本哲也

## 映画
1995年公開。全3作。第1作は劇場映画、第2作と第3作はオリジナルビデオとして制作された。

### キャスト
- 永澤俊矢（北条彰）
- 阿部寛（浅見千秋）
- 中村あずさ（石原杏子）
- 榊原利彦（田代怜二）
- 田村高廣（市島陽介）
- 渡辺文雄 （伊佐岡巌）
- 世良公則（渡海）
- 六平直政（尾崎刑事）
- 青木義朗
- 本田博太郎（狩谷久雄）
- 塚田きよみ
- 南原宏治

### オールスタッフ
- 製作：シネウェーブ（1）、ビデオチャンプ（2.3）
- 監督：藤由紀夫（1）、吉野晴亮（2.3）
- 脚本：安本莞二（1）、小杉哲大（2）、すずきじゅんいち（3）
- 音楽：トルステン・ラッシュ（3）